# La Carbonera
La Carbonera är en ort i Mexiko.   Den ligger i kommunen Atenango del Río och delstaten Guerrero, i den sydöstra delen av landet, 130 km söder om huvudstaden Mexico City. La Carbonera ligger 1 099 meter över havet och antalet invånare är 135.
Terrängen runt La Carbonera är kuperad. Runt La Carbonera är det glesbefolkat, med 10 invånare per kvadratkilometer. Närmaste större samhälle är Jolalpan, 19,4 km nordost om La Carbonera. I omgivningarna runt La Carbonera växer huvudsakligen savannskog.